# Peter Hupfer
Peter Max Hupfer (geboren am 23. März 1933 in Zwickau; gestorben am 12. Dezember 2024 in Berlin) war ein deutscher Meteorologe, Ozeanograph und Klimaforscher.

## Ausbildung und Wirken
Peter Hupfer studierte von 1951 bis 1955 Meteorologie an der Universität Leipzig. Er arbeitete anschließend als Meteorologe, ab August 1957 an der Universität Leipzig, wo er die Arbeitsrichtung Ozeanographie und maritime Meteorologie mit aufbaute. Hupfer befasste sich seit 1960 mit rezenten Klimaschwankungen.
Er promovierte im Jahr 1961 und habilitierte 1967 mit einer Arbeit über die thermischen Verhältnisse der ufernahen Zone des Meeres. Ab 1970 war er als Hochschullehrer tätig, ab 1979 als ordentlicher Professor an der Humboldt-Universität zu Berlin.
In den 1980er Jahren berichtete er als Wissenschaftler des Bereichs Meteorologie und Geophysik an der Sektion Physik der Berliner Humboldt-Universität über internationale Forschungen zum Weltklima, insbesondere über Untersuchungen im Rahmen von Gremien und Kommissionen einiger Spezialorganisationen der Vereinten Nationen.
Er hielt außerhalb der Berliner Universität populär-wissenschaftliche Vorträge, beispielsweise Über die Ostsee und ihre Probleme in der Berliner in der Stadtbibliothek.
Peter Hupfer wurde im Jahr 1998 emeritiert.

## Mitgliedschaften
Ab 1991 war er Mitglied des Klimabeirates der deutschen Bundesregierung.

## Werke (Auswahl)
Peter Hupfer ist Autor zahlreicher Bücher und weiterer Publikationen.
- Die Ostsee – kleines Meer mit großen Problemen, BSB B. G. Teubner Verlagsgesellschaft, Leipzig 1981
- Unsere Umwelt: Das Klima: Globale und lokale Aspekte, Teubner-Reihe Umwelt, Teubner Verlag, 1996, ISBN 978-3815435212.
- Klimavariabilität, 2003.
- Seemann und Forscher – eine Erinnerung an Hans von Petersson anlässlich der 100. Wiederkehr seines Geburtstages.[8]
- Witterung und Klima: Eine Einführung in die Meteorologie und Klimatologie, 2005, ISBN 978-3-519-10208-3.
- 20.000 Jahre Berliner Luft Klimaschwankungen im Berliner Raum, Edition am Gutenbergplatz, Leipzig 2013, ISBN 978-3-937219-62-2.
- Die Ostseeküste im Klimawandel: Fakten – Projektionen – Folgen, Edition am Gutenbergplatz Leipzig, 2015.
- Klimapolitik im Spannungsfeld zwischen Ökologie und Ökonomie, 2019.